# Transmissões

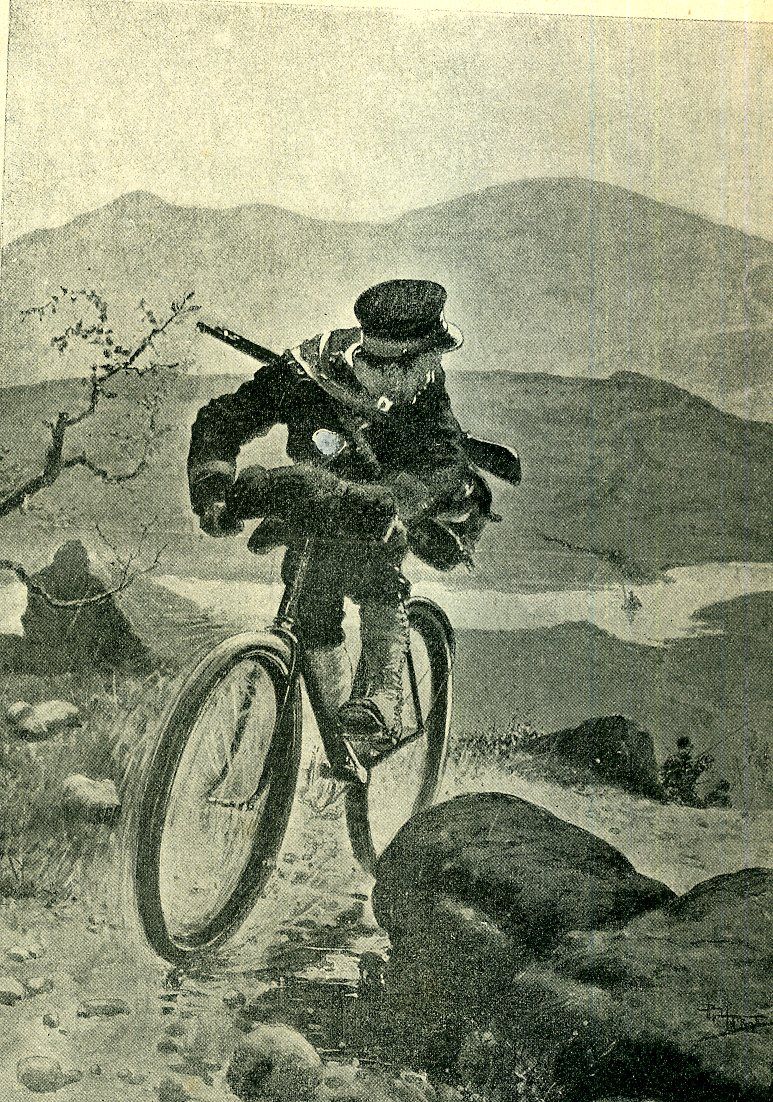
Um mensageiro japonês perseguido por cossacos, 1904

Nos exércitos, as transmissões ou comunicações militares constituem as tropas especializadas na montagem, exploração e manutenção dos sistemas de informação e de telecomunicações militares. A arma de transmissões ou de comunicações costuma ser definida como "a arma que une as armas".

## História
Historicamente, as primeiras comunicações militares consistiam apenas na transmissão e recepção de sinais, frequentemente disfarçados ou encriptados para não serem entendidos pelo inimigo. Por isso mesmo, as tropas de comunicações de alguns exércitos ainda são conhecidas por "corpos de sinais" e os seus soldados como "sinaleiros". As mensagens eram transmitidas de diversas formas, mas sobretudo através de meios ópticos como os sinais de fumo ou de bandeiras. No final do século XVIII, vários exércitos desenvolveram sistemas de comunicações através do telégrafo óptico. Estas tropas ficaram conhecidas como "corpos telegráficos" e os seus integrantes como "telegrafistas", designações que ainda são hoje usadas em alguns exércitos.
Durante o século XIX, desenvolveram-se a telegrafia elétrica e a telefonia, que se tornariam os principais meios de comunicações militares. Na transição do século XIX para o século XX, desenvolveu-se a telegrafia sem fios, mais tarde suplantada pela telefonia sem fios (TSF), alargando imenso o alcance das comunicações militares. Na década de 1930, desenvolveu-se a montagem de sistemas de radiocomunicações em veículos automóveis, nascendo as verdadeiras telecomunicações móveis.

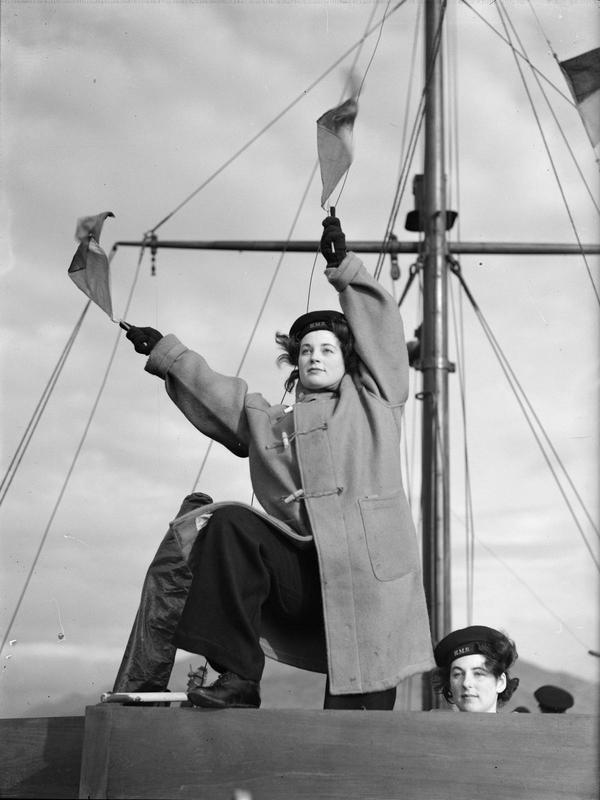
Sinalização naval de 1943.

Os soldados das tropas de comunicações tornaram-se militares altamente especializados, com funções mais técnicas do que combatentes, lidando com equipamentos e métodos de telecomunicações e não tanto, com armas propriamente ditas.
Na era da sociedade da informação, os exércitos atuais precisam de conduzir atividades de comunicações intensas e complexas, numa base diária, usando meios e métodos informáticos e de telecomunicações de alta tecnologia. Apenas uma pequena parte dessas atividades se relaciona diretamente com as ações de combate.

## Transmissões nos exércitos de vários países

### Brasil
No Exército Brasileiro, existe a Arma de Comunicações - também conhecida como a "Arma do Comando" - responsável por proporcionar as ligações necessárias aos escalões mais altos que exercerão a coordenação e o controle de seus elementos subordinados antes, durante e após as operações. Além disso, atua no controle do espectro eletromagnético, por meio das atividades de guerra eletrônica, para impedir ou dificultar as comunicações do inimigo, facilitar as próprias comunicações e obter informações.

### Estados Unidos da América
O Corpo de Sinais (Signal Corps) constitui a arma de comunicações do Exército dos EUA. Está encarregue de desenvolver, testar, fornecer e gerir as comunicações e sistemas de informação de apoio ao comando e controlo das forças de armas combinadas. Foi estabelecido em 1860, pelo major Albert J. Myer, assumindo um importante papel desde a Guerra Civil Americana até aos dias de hoje. No passado, o Corpo de Sinais foi responsável por uma série de funções e missões que hoje são da responsabilidade de outras organizações, como é o caso da inteligência militar, da meteorologia e da aviação militar.

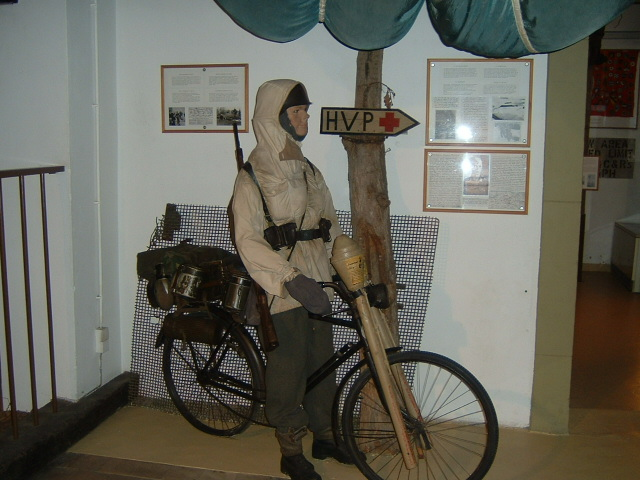
Correio militar da Segunda Guerra Mundial com Panzerfaust (Museu de História Militar em Diekirch, Luxemburgo)

### França
A Arma de Transmissões (Arme de Transmissions) é a arma do Exército de Terra Francês encarregue de assegurar a ligação entre as suas diversas armas. É responsável pela administração da informação militar no âmbito da gestão de crises, da condução de operações ou do simples funcionamento quotidiano do Exército. A Arma foi criada em 1942, ainda que as suas origens sejam mais antigas.
Atualmente, a Arma de Transmissões do Exército de Terra Francês inclui a Brigada de Transmissões e de Apoio ao Comando, a Escola de Transmissões, dez regimentos de transmissões, oito companhias de comando e de transmissões (em apoio direto às brigadas de manobra e logística) e uma companhia de guerra eletrónica.

### Portugal
No Exército Português existe a Arma de Transmissões, que é responsável por:
- Assegurar as comunicações dos quartéis-generais dos comandos, grandes unidades e zonas militares;
- Assegurar a manutenção geral do material de transmissões do Exército;
- Desenvolver as operações de guerra eletrónica.

### Reino Unido
O Real Corpo de Sinais (Royal Corps of Signals, ou simplesmente Royal Signals, abreviado para R SIGNALS) é uma das armas de apoio de combate do Exército Britânico. As unidades de sinais estão entre as primeiras a entrar em ação, fornecendo as comunicações e sistemas de comunicações de campanha, essenciais para todas as operações. As unidades do Real 

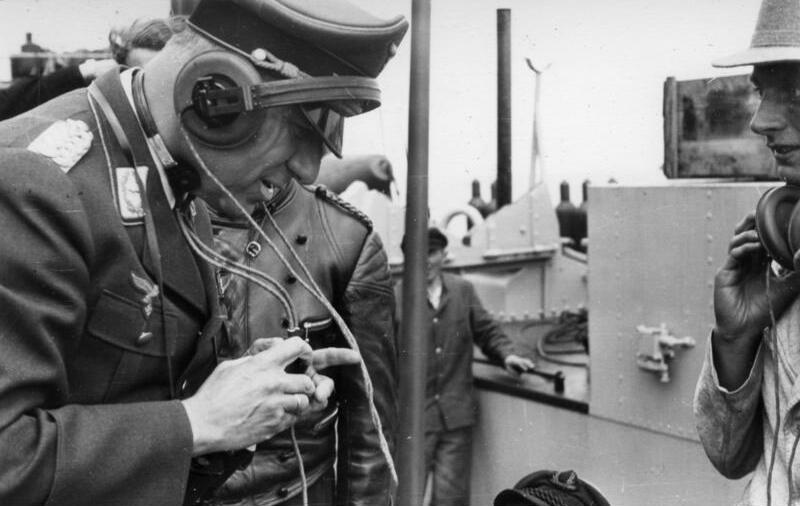
Oficial usando rádio, 1940.

Corpo de Sinais são responsáveis por fornecer ao Exército a totalidade da sua infraestrutura de telecomunicações, seja qual for a parte do mundo em que está a operar. O Corpo dispõe dos seus próprios engenheiros, especialistas em logística e operadores de telecomunicações para a exploração dos rádios e das redes de área no campo de batalha. É responsável pela instalação, manutenção e operação de todos os tipos de equipamentos de telecomunicações e de sistemas de informação, disponibilizando apoio de comando aos comandantes e as seus quartéis-generais e conduzindo guerra eletrónica contra as comunicações inimigas.
O Real Corpo de Sinais compreende três brigadas de sinais, 12 regimentos de sinais (de escalão batalhão) no exército regular, cinco regimentos de sinais no exército territorial, além de diversos esquadrões e tropas independentes e outras unidades. Os regimentos destinam-se normalmente a apoiar os quartéis-generais divisionários ou de corpo de exército e os esquadrões independentes a apoiar as brigadas de manobra. Alguns dos regimentos têm funções especializadas como as de guerra eletrónica, de apoio a forças especiais, de apoio à aviação do exército e de escola de sinais. O Corpo dispõe também de uma banda de música, de uma fanfarra de gaitas e tambores e de uma equipa de demonstração em motocicleta.